# Лад (музыка)
Лад — одно из главных понятий русской музыкальной науки, центральное понятие в учении о гармонии. Единственное и общепринятое определение лада отсутствует, как это нередко бывает с фундаментальными понятиями в разных науках. Чаще всего слово «лад» употребляют по отношению к двум тональным ладам — мажору и минору («мажорный лад», «минорный лад»). «Ладами» упрощённо называют (по принципу «часть вместо целого») звукоряды западных и восточных модальных ладов — натуральных (например, «джазовая импровизация в лидийском ладу» подразумевается — на основе звукоряда лидийского лада), церковных, традиционных восточных (макама, раги и других).

## Определение лада
Российские музыковеды дают различные определения лада, например
- 1937: «логически дифференцированная система объединения тонов на основе их функциональных взаимоотношений» (Ю. Н. Тюлин)[2];
- 1940-е годы: «организация составляющих данную эпохой систему музыки тонов в их взаимодействии» (Б. В. Асафьев)[3];
- 1978: «звуковысотная система соподчинения тонов, основанная на их логической (субординационной) дифференциации» (Т. С. Бершадская, 1978)[4].
- 1988: «системность высотных связей, объединённых центральным звуком или созвучием, а также воплощающая эту системность конкретная звуковая система» (Ю. Н. Холопов)[5];

Более того, даже у одного и того же исследователя определение лада может со временем изменяться.

## Основные трактовки лада
Многоразличные трактовки лада в общем сводятся к следующим:
1. То же, что ладовый звукоряд (метонимически, по принципу «часть вместо целого»), понимаемый, главным образом, как прекомпозиционная структура традиционной («народной») и богослужебной (например, католической и православной) музыки; «лады» в этом смысле — структурные разновидности диатонических октавных звукорядов[7]. К числу таких «ладов» относятся натуральные лады. В элементарной теории музыки (ЭТМ) подобные «лады» описываются как последовательности заполняющих октаву тонов и полутонов, например, «натуральный мажор» (древний «ионийский лад») ТТПТТТП, «натуральный минор» — ТПТТПТТ и т. п. В этом значении слово «лад» (или «троп») употреблял ещё Аристид Квинтилиан (оригинальный термин др.-греч. τρόπος συστεματικός) и — в латинской традиции — Боэций (передавал тремя латинскими терминами-синонимами modus, tonus, tropus)[8]. В современном учении о гармонии отождествление лада и звукоряда считается школьным упрощением[9].
2. То же, что мажорно-минорный тональный лад в системе классико-романтической гармонии, (по К. Дальхаузу — «гармоническая тональность», нем. harmonische Tonalität)[10]. Именно такое понимание лада утвердилось в советских учебниках гармонии и ЭТМ, ориентированных на классико-романтическую тональность[11]. В знаменитом Бригадном учебнике (1937-38, многие переиздания) лад определяется двояко — как «система звуковых взаимоотношений, объединённых общим центром тяготения» и как «система взаимоотношений групп аккордов, объединённых общим тяготением к одному из них — центральному»[12], в лекциях начала 1950-х гг. у И. В. Способина — как «система звуковых связей, объединённая тоническим центром в виде одного звука или созвучия»[13], со второй половины 1950-х гг. у Ю. Н. Тюлина — как «логически дифференцированная система взаимоотношений тонов, определяемая главенством основного опорного тона и зависимостью от него всех остальных тонов»[14]. Все эти дефиниции объединяет требование тоники и «тяготения» к ней.
3. Любая логически дифференцированная система звукоотношений — независимо от музыкального склада, акустического строя, исторической эпохи, географических регионов. Лад в этом универсальном понимании не представим вне конкретного артефакта, произведения музыкального искусства. Когда теоретики музыки говорят о «развёртывании лада» (термин Б. Л. Яворского), подразумевается его реализация во времени и (звуковысотном) пространстве, в конкретной музыкальной пьесе. В большинстве учений, которые развивают такую трактовку (Тюлин, Привано, Бершадская и др.), многоголосный лад смыкается с одним из значений музыкальной гармонии, в отношении же одноголосной музыки полагается, что лад в ней есть, а гармонии нет[15].
4. Исследователи византийского и русского церковного пения Д. В. Разумовский, Ю. К. Арнольд, С. В. Смоленский, Д. В. Аллеманов, И. А. Гарднер и другие ладом часто называют старинный глас. Обзор трактовок понятия гласа в его связи с понятием лада содержится в статье И. Е. Лозовой[16].

## Принципы лада
Русское понятие лада основано на парных оппозициях «устой»/«неустой» и «тяготение»/«разрешение». Эти термины метафоричны и относятся не к музыке, а к её психофизиологическому восприятию. В качестве примеров ладового устоя (и неустоя) обычно называют один тон (звук) или созвучие (интервал, конкорд, аккорд), или сонор. В широком смысле устоем может считаться и звукоряд (в старомодальной и новомодальной музыке) и серия (в музыке XX века).
Всё историческое многообразие ладов современная наука возводит к двум фундаментальным принципам — модальности и тональности. «Модальные лады — те, которые <…> опираются на ладовые звукоряды (а тяготение к центральному тону может отсутствовать). Тональные лады — те, которые <…> опираются на тяготение к центральному звуку или созвучию (а определённость звукоряда может отсутствовать)» (Холопов).
Модальность как принцип лада не исключает тональности или, как говорят, модальность некоррелятивна тональности. Это означает, что модальные и тональные признаки («физические проявления» ладовых категорий и функций) в конкретной музыкальной пьесе могут как угодно смешиваться. Преобладающим принципом лада может быть модальность (как, например, в западном григорианском хорале или в русском знаменном распеве) или тональность (как, например, в музыке периода венской классики), но преобладание одного принципа лада над другим вовсе не означает их дихотомии. Так, в старомодальной гармонии часто встречаются автентические каденции, типичнейшие для классической тональности, а в тональной гармонии барокко и романтизма — модализмы.
В музыкальной науке прошлого превалировала точка зрения, объяснявшая вытеснение модальности тональностью в западноевропейской музыке как «историческую смену» ладовых принципов или как «переход» от одного принципа к другому. О многоголосной музыке XV—XVII веков видный музыковед Гуго Риман в 1887 году писал:

Это была какая-то замечательная двуполость, какое-то тщетное стремление к ясности, тщетное искание её. D-moll — собственно говоря, субдоминанта A-moll’я — трактуется между тем в средневековой каденции как настоящий современный нам D-moll; G-dur — доминанта C-dur’а — превращается в настоящий G-dur и т. д. Кто захотел бы придать им хоть какую-нибудь цену, если бы даже и явилось желание воскресить все эти модуляционные обороты, исторически вполне объяснимые, но нелогичные с точки зрения современного, шагнувшего вперед музыкального понимания?— Г. Риман. Систематическое учение о модуляции. — М., 1929. — С. 77.
Такой «мажоро-минорный» центризм в ладовой трактовке старинной музыки ныне считается анахронизмом.
В истории западноевропейской музыки были протяжённые периоды, когда модальный и тональный «векторы» проявлялись в равной мере. Отсутствие ярко выраженной гармонической тональности и ярко выраженной модальности в музыке эпохи Возрождения (например, в мадригалах итальянцев К. Монтеверди и К. Джезуальдо), и точно так же, как бы на новом витке спирали, в неомодальных сочинениях XX века (например, в музыке О. Мессиана и И. Ф. Стравинского) — не свидетельствует о «недоразвитости» или о «разложении» ладовой системы, а лишь отражает одно из многоразличных (более или менее сложных для теоретических объяснений) исторических состояний лада.

## Понятие лада в западноевропейском и американском музыкознании
Русскому музыкальному термину «лад» точно не соответствует ни один термин в западноевропейских учениях о музыке, как нет в них и (широко употребительных в российском музыкознании) метафорических терминов «устой», «неустой» и «тяготение».
В немецком языке русскому «ладу» близко значение термина Tonalität в широком смысле, а именно «системное и типизированное функционально-иерархичное дифференцирование звуков или аккордов». Латинизм Modus закреплён за монодическими церковными ладами. С русским «ладом» отчасти пересекается многозначный немецкий термин Tonart (например, Tonartencharakter — то же, что этос лада, любого исторического генезиса и любой структуры; Tonartentyp — ладовый тип). С XIX века основное значение Tonart соответствует русскому «тональность» в смысле «абсолютного» высотного положения мажорного или минорного звукоряда (например, в словосочетании 24 Tonarten, то есть «24 тональности»; Durtonarten — «мажорные тональности» и т. п.), но также словом Tonarten немцы иногда обозначают древнегреческие лады (др.-греч. τόνοι, τρόποι), модальные средневековые лады (как, например, в термине Kirchentonart), и наконец, лады многоголосной музыки эпохи Ренессанса и раннего барокко. Термин Tongeschlecht обозначает ладовое наклонение в тональной музыке — мажор или минор.
В английском языке понятие лада передаётся двумя терминами: mode и tonality. Термином mode обозначается ладовый звукоряд, а также обобщённо — лад модального типа, как в европейской традиции, так и во всех неевропейских; однако иногда используется и для ладов тонального типа. Термин tonality употребляется в двух смыслах — в узком смысле это синоним русского и немецкого (в узком понимании) «тональность» (то есть лад тонального типа, центральный по значению лад многоголосной классико-романтической музыки). В широком смысле термин tonality, определямый как «системная организация звуковысотных явлений и отношений между ними», близок русскому «ладу».
Французский термин tonalité и его переводы на другие языки (как, например, нем. Tonalität и итал. tonalità) означают то же, что рус. «тональность», а mode означает ладовый звукоряд — как ладов модального типа (например, дорийского, миксолидийского), так и тонального типа (звукоряды мажорного и минорного ладов).
В современной американской науке попытки «аутентично» описать русское понятие лада предприняты в докторской диссертации Э. Карпентер «The theory of music in Russia and the Soviet Union» (1988) и в обширной статье Ф. Юэлла «On the Russian concept of lād» (2019).

## Лады в античности
Для выводов о специфике античных ладов (по-гречески называвшихся «то́нами» или «тро́пами») нотированные памятники музыки (древнегреческие сохранились по большей части во фрагментах, древнеримские не сохранились) недостаточно репрезентативны. Поэтому современные представления об античных ладах основываются на научных и учебных текстах греков (Аристоксена, Аристида Квинтилиана, Клеонида, Алипия) и римлян (прежде всего, Боэция). Единственное в античности целостное учение о ладах создал (в трактате «Гармоника») греческий учёный Клавдий Птолемей.
В античных гармониках генезис ладов описывался как проекция видов октавы («форм», «схем», в терминологии Платона и неоплатоников — «гармоний») на реальный, существовавший в практике «материал», так называемую Полную систему. При этом номенклатура видов (этнонимы «дорийский», «фригийский», «лидийский», «миксолидийский», а также производные от них «гиподорийский», «гипофригийский», «гиполидийский» и т. д.) экстраполировалась на названия самих ладов (отсюда «дорийский тон», «фригийский троп» и т. д.). Количество выводимых конкретных ладов у теоретиков колеблется от семи (у Птолемея) до пятнадцати (у Аристида Квинтилиана). При этом любой новый звукоряд сверх семи представляет собой структурную дублировку одного из предыдущих — в связи с тем, что уникальных по структуре разновидностей октавы не может быть больше семи.
Ладам (то есть музыке, написанной в том или ином конкретном ладу, а не «звукорядным табличкам») греки и римляне приписывали определённый «внемузыкальный» характер и мощный нравственный эффект (этос). Притом что этос конкретных ладов у античных писателей описывался зачастую непоследовательно и даже противоречиво, сам факт различения ладов по этическим и функциональным свойствам несомненен.
В античных текстах (как научных, так и литературных), которые так или иначе касаются ладов, звукоряд и этос описываются чаще всего и лучше всего ныне изучены. Другие категории ладовой структуры (особенно так называемый др.-греч. δύναμις, «дю́намис», по одной из точек зрения — ладовая функция) — предмет полемики в музыкальной науке, не прекращающейся последние два столетия.

## Лады в европейской музыке эпохи Средних веков
Впервые описанные в эпоху Каролингского Возрождения, в средневековой Европе каноническую форму получили диатонические церковные лады (или «церковные тоны»), лежащие в основе григорианской монодии. Их насчитывали восемь и обозначали латинскими порядковыми числительными от 1 до 8 — primus tonus, secundus tonus, tertius tonus и т. д. или, как вариант, делили на четыре лада, носившие греческие названия protus, deuterus, tritus, tetrardus (то есть «первый», «второй», «третий», «четвёртый»), с двумя разновидностями — автентической и плагальной (например, protus authentus, deuterus plagalis). Традиционную церковную номенклатуру ладов композиторы и теоретики использовали вплоть до XVII века, несмотря на изменившееся к этому времени качество звуковысотной системы.
В советском музыкознании (после 1937 г.) в учебниках ЭТМ и школьных учебниках гармонии церковные лады получили название натуральных ладов, поскольку, по мнению изобретателя этого термина, «средневековая музыка лишь использовала опыт народного творчества и традиции греческих обозначений». В западном музыкознании термин «натуральные лады» не применяется.

## Лады в традиционной музыке неевропейских музыкальных культур
Лады в традиционных культурах Востока, Африки, Америки представляют собой отдельную, герметичную и весьма дискуссионную область научных исследований. Основная проблема для изучения ладов (и гармонии вообще) во многих традиционных культурах — отсутствие письменных памятников и в связи с этим «вечный вопрос», насколько соответствует регистрируемая в наши дни практика исполнительства древнейшим историческим традициям. Сохранившиеся трактаты о ладах на древних языках (диалектах китайского и персидского, на санскрите, арабском и т. д.) переведены на европейские языки в очень незначительном количестве и не до конца осмыслены европейской музыкальной наукой.
Серьёзным препятствием для изучения ладов в неевропейских культурах также является присущее им принципиальное иное, чем у европейцев, «синтетическое», недискретизированное представление музыки как единства логической структуры и способа её бытования. Так, например, макамом называют и (1) жанр, обладающий фиксированными социально-этическими признаками, и (2) принцип разработки/развития тематического материала в текстомузыкальной форме, и (3) собственно модально-монодический лад, во всей совокупности присущих ему категорий (звукоряд, объём [«амбитус»], мелодическая модель [формула] и т. д.) и функций (начальный тон, конечный тон-устой [«тоника», или «финалис»], вторая опора, тон повторения [«реперкусса», или «доминанта»] и т. д.).
В музыке монодических культур господствует модальный тип ладов, причем звукоряды традиционной монодии могут быть различного (необязательно октавного) амбитуса. Родовую основу звукорядов наряду с диатоникой могут составлять пентатоника, гемиолика, миксодиатоника и др.
Наиболее известные примеры неевропейских ладов (они же — жанровые системы, и нередко они же — способы развёртывания музыкальной формы): в Индии (также и в других странах Южной Азии) — ра́га, в Азербайджане — муга́м, в Узбекистане и Таджикистане — мако́м (и шашмако́м), у уйгуров и туркменов — мука́м. В странах арабского Востока (в том числе в Ираке) и в Турции распространён мака́м, в классическом Иране — да́стгях; в музыке индонезийского гамелана ладовыми звукорядами являются сле́ндро (или «сале́ндро») и пело́г, в японской традиционной музыке гагаку — тёси (англ. chōshi).

## Симметричные лады XIX—XX веков
Начиная со второй половины XIX века намеренно и систематически композиторы применяли особую разновидность модальных ладов, так называемые симметричные лады. Искусственность звукоряда таких ладов — в делении равномерно темперированной октавы на равные интервальные «сегменты» и их повторение (отсюда само слово «симметричные»).
Чаще других симметричных ладов композиторы использовали так называемые «увеличенный» и «уменьшённый» лады. В увеличенном ладу (иначе «целотоновая гамма») 6 звуков, расположенных последовательно по целым тонам. Уменьшённый лад строится путём чередования тонов и полутонов: например, до — ре — ми-бемоль — фа — фа-диез и т. д. Другие названия уменьшённого лада: гамма Римского-Корсакова (впервые была применена Н. А. Римским-Корсаковым в одной из его опер на сказочный сюжет), гамма «тон-полутон», или «полутон-тон», в зависимости от порядка чередования тонов и полутонов в гамме. В современной англоязычной традиции (особенно в США) уменьшённый лад называется «октатоникой», а увеличенный лад (зачастую, но не всегда) — «гексатоникой».